# Gloria Ortiz-Hernandez
Gloria Ortiz-Hernandez (nascida em 1943) é uma artista e escultora colombiana conhecida pelos seus desenhos e pinturas.

## Colecções
- Museu de Arte de Seattle[3]
- Museu de Arte Moderna, Nova York[1]
- Colecção Essex de Arte da América Latina[4]
- Museus de Arte de Harvard[5]
- Biblioteca e Museu Morgan, Nova York[2]
- Museu de Belas Artes de Houston[6]